# Jewhenija Sawranśka
Jewhenija Sawranśka, hebr. יבגניה סברנסקי (ur. 20 lutego 1984) – ukraińska tenisistka, do 2006 roku reprezentująca Izrael.
Tenisistka urodziła się na Ukrainie, wchodzącą w tym czasie w skład ZSRR. Wraz z rodzicami wyemigrowała do Izraela i tam stawiała pierwsze kroki na kortach. Debiut w zawodowym tenisie nastąpił w maju 2000 roku, na niewielkim turnieju ITF w Tel Awiwie. Tenisistka zagrała tam dzięki dzikiej karcie i osiągnęła sukces docierając do półfinału imprezy. Jeszcze tego samego roku doszła do finału podobnego turnieju w Beer Szewie, ale przegrała w nim z Tziporą Obziler. Pierwszy turniej singlowy ITF wygrała w grudniu 2001 roku w Aszkelonie, w Izraelu, a deblowy (w parze z Tiną Hergold) w Makarska w Chorwacji w marcu 2002 roku. W sumie w swojej karierze wygrała osiem turniejów w grze pojedynczej i jedenaście w grze podwójnej rangi ITF.
W maju 2005 roku zagrała po raz pierwszy w kwalifikacjach do turnieju WTA w Strasburgu ale odpadła już w pierwszej rundzie, przegrywając z Lilią Osterloh. W 2006 roku brała udział w kwalifikacjach do turniejów wielkoszlemowych, ale w żadnym z nich nie udało jej się przejść do fazy głównej. Najbliższa sukcesu była w kwalifikacjach do French Open, w których wygrała dwie pierwsze rundy, pokonując Elene Baltachę i Milagros Sequerę, a przegrała w trzeciej z Albertą Brianti. W następnych latach jeszcze wielokrotnie brała udział w kwalifikacjach do turniejów tej rangi ale nigdy nie udało jej się przejść kwalifikacji. W kwietniu 2009 roku po raz pierwszy i jedyny wygrała kwalifikacje do turnieju WTA w Barcelonie, pokonując w nich Lucie Hradecką, Grétę Arn i Émilie Loit. Zagrała tym samym w turnieju głównym, w którym jednak przegrała w pierwszej rundzie z Nicole Vaidišovą.
Najwyższy światowy ranking osiągnęła 17 lipca 2006 roku i było to miejsce 172.

## Wygrane turnieje rangi ITF
| turnieje z pulą nagród 100 000 $ |
| turnieje z pulą nagród 75 000 $  |
| turnieje z pulą nagród 50 000 $  |
| turnieje z pulą nagród 25 000 $  |
| turnieje z pulą nagród 15 000 $  |
| turnieje z pulą nagród 10 000 $  |

### Gra pojedyncza
|    | Data       | Turniej       | Kat. | ($)    | Naw.   | Finalistka         | Wynik         |
| 1. | 09/12/2001 | Aszkelon      | ITF  | 10 000 | twarda | Chantal Coombs     | 4:6, 6:3, 6:0 |
| 2. | 10/02/2002 | Faro          | ITF  | 10 000 | twarda | Giulia Meruzzi     | 6:3, 6:1      |
| 3. | 26/05/2002 | Tel Awiw-Jafa | ITF  | 10 000 | twarda | Szachar Pe’er      | 7:5, 1:6, 6:4 |
| 4. | 15/09/2002 | Cuneo         | ITF  | 10 000 | ziemna | Vittoria Maglio    | 6:1, 6:3      |
| 5. | 13/10/2002 | Hajfa         | ITF  | 10 000 | twarda | Maria Gugel        | 6:0, 6:0      |
| 6. | 11/09/2005 | Durmersheim   | ITF  | 25 000 | ziemna | Adriana Barna      | 2:6, 7:5, 6:1 |
| 7. | 02/07/2006 | Périgueux     | ITF  | 25 000 | ziemna | Pauline Parmentier | 1:6, 7:6, 6:2 |
| 8. | 09/07/2006 | Vaihingen     | ITF  | 25 000 | ziemna | Monica Niculescu   | 7:6, 7:5      |